# Alina Râpanu
Alina Râpanu, född den 29 oktober 1981, är en rumänsk friidrottare som tävlar i kort- och medeldistanslöpning.
Râpanu blev fyra på 400 meter vid junior-VM 1998 och fyra på 800 meter vid junior-VM 2000. Som senior var hon med i det rumänska stafettlag över 4 x 400 meter som blev bronsmedaljörer vid inomhus-VM 2004 i Budapest.

## Personliga rekord
- 400 meter - 52,73
- 800 meter - 2.01,96